# Municipio de Cary
Cary Township es un municipio del condado de Wake, Carolina del Norte, Estados Unidos. Según el censo de 2020, tiene una población de 79 310 habitantes.
Es una subdivisión exclusivamente geográfica, por cuanto el estado de Carolina del Norte no utiliza la herramienta de los townships como Gobiernos municipales. Los datos son mantenidos por la Oficina del Censo en coordinación con los Gobiernos de los condados a los efectos exclusivamente estadísticos.

## Geografía
La subdivisión está ubicada en las coordenadas 35°47′23″N 78°46′56″O / 35.78972, -78.78222 (35.789761, -78.782171).